# Skalice (kraj hradecki)
Skalice – gmina w Czechach, w powiecie Hradec Králové, w kraju hradeckim. Według danych z dnia 1 stycznia 2014 liczyła 574 mieszkańców.